# مارک تراورس
مارک تراورس (انگلیسی: Mark Travers؛ زادهٔ ۱۸ مهٔ ۱۹۹۹) بازیکن فوتبال اهل جمهوری ایرلند است.
از باشگاه‌هایی که در آن بازی کرده‌است می‌توان به باشگاه فوتبال شامروک روورز اشاره کرد.
وی همچنین در تیم‌های ملی فوتبال نوجوانان، جوانان، زیر ۲۱ سال و بزرگسالان جمهوری ایرلند جنوبی بازی کرده‌است.

## دوران باشگاهی
او در رده‌های پایه در چند باشگاه ایرلندی، از جمله شامروک روورز بازی کرد تا این‌که به تیم جوانان بورنموث پیوست. در آن زمان وی ۱۷ سال داشت.
تراورس در اوت ۲۰۱۷ به صورت قرضی به ویموث پیوست و در اولین بازی خود، علی‌رغم بازی در پست دروازه‌بان گلزنی کرد. این قرارداد در ژانویه ۲۰۱۸ به پایان رسید.
در ژوئیه ۲۰۱۸ او قرارداد درازمدت جدیدی با بورنموث امضا کرد.او اولین بازی خود را برای بورنموث در ۴ مه ۲۰۱۹ در پیروزی ۱–۰ مقابل تاتنهام انجام داد. پس از انجام این کار، او اولین دروازه‌بان نوجوانی شد که پس از جو هارت در سال ۲۰۰۶، ۹۰ دقیقه در لیگ برتر بازی کرد و چندین سیو انجام داد تا به باشگاه کمک کند که اولین پیروزی تاریخ خود را مقابل تاتنهام ثبت کند و تراورس دروازه خود را بسته نگه داشت و بازیکن برتر میدان نام گرفت.
او در ژانویه ۲۰۲۱ به صورت قرضی به سوئیندون تاون نقل مکان کرد. او در ۱۱ فوریه ۲۰۲۱ توسط بورنموث و پس از انجام تنها هشت بازی برای باشگاه فوتبال سوئیندون تاون، دوباره به باشگاه اصلی فراخوانده شد.
پس از جدایی آسمیر بگوویچ، تراورس فصل ۲۰۲۱–۲۰۲۲ را به عنوان دروازه‌بان اول بورنموث آغاز کرد و در تمام بازی‌ها به جز یکی بازی کرد که اولین آن در جریان تساوی ۲–۲ مقابل وست برومویچ بود.
در ژوئن ۲۰۲۲ او قرارداد ۵ ساله جدیدی را با بورنموث امضا کرد.